# Ormosia discolor
Ormosia discolor är en ärtväxtart som beskrevs av George Bentham. Ormosia discolor ingår i släktet Ormosia och familjen ärtväxter. Inga underarter finns listade i Catalogue of Life.